# Waterford (Califòrnia)
Waterford és una població dels Estats Units a l'estat de Califòrnia. Segons el cens del 2000 tenia 6.924 habitants.

## Demografia
Segons el cens del 2000, Waterford tenia 6.924 habitants, 1.990 habitatges, i 1.681 famílies. La densitat de població era de 1.670,9 habitants/km².
Dels 1.990 habitatges en un 52,8% hi vivien nens de menys de 18 anys, en un 63,6% hi vivien parelles casades, en un 13,6% dones solteres, i en un 15,5% no eren unitats familiars. En l'11,4% dels habitatges hi vivien persones soles el 5,2% de les quals corresponia a persones de 65 anys o més que vivien soles. El nombre mitjà de persones vivint en cada habitatge era de 3,47 i el nombre mitjà de persones que vivien en cada família era de 3,71.
Per edats la població es repartia de la següent manera: un 36,4% tenia menys de 18 anys, un 9,6% entre 18 i 24, un 30,9% entre 25 i 44, un 15,9% de 45 a 60 i un 7,1% 65 anys o més.
L'edat mediana era de 28 anys. Per cada 100 dones de 18 o més anys hi havia 99 homes.
La renda mediana per habitatge era de 39.286 $ i la renda mediana per família de 41.698 $. Els homes tenien una renda mediana de 32.530 $ mentre que les dones 25.341 $. La renda per capita de la població era de 13.933 $. Entorn de l'11,2% de les famílies i el 12,3% de la població estaven per davall del llindar de pobresa.

## Poblacions més properes
El següent diagrama mostra les poblacions més properes.